# El Cavallero Pláçidas
El cavallero Pláçidas es una obra de la literatura medieval española. Es traducción de una obra francesa, Vie de Saint Eustace, al igual que la Estoria de Santa María Egiçiaca, aunque aquí se conservan rasgos importantes de la obra original.
Según indicación de Fernando Gómez Redondo, esta obra puede resumirse así:

Plácidas, glorioso maestre de la caballería romana, y Teóspita, su mujer, oyen la llamada de Cristo para convertirse [caps. 1-6], 2) para ello, exigen penitencias con las que forjar su fe: pierden todos sus bienes y su unidad familiar se ve quebrada por violentas separaciones [caps. 7-12], 3) en el capítulo 13, que sirve de eje, Plácidas es reconocido por una cicatriz y se.ve forzado a asumir su antigua personalidad, 4) con la que obtiene trascendentales victorias para el Imperio y la feliz reunión de su familia dispersa [capítulos 14-19], situación pasajera que será destruida por la ferocidad de Adriano: el martirio que sufren estos cristianos conduce a su inmediata santificación [caps. 20-25].
Fernando Gómez Redondo, Historia de la prosa medieval castellana. vol. II: El desarrollo de los géneros. La ficción caballeresca y el orden religioso, Madrid, Cátedra, 1999. ISBN 9788437617305, págs. 1353-54.

Para el profesor Gómez Redondo, el romance se estructuraría en cuatro unidades de seis capítulos cada una, mientras que el decimotercero funcionaría como eje.